# Första flygeskadern
Attackeskadern (E 1) även känd som ÖB:s klubba var en flygeskader inom svenska flygvapnet som verkade i olika former åren 1938–1995. Förbandsledningen var förlagd i Göteborgs garnison i Göteborg.

## Historik
I försvarsbeslutet 1936 beslutades det att en flygeskader skulle sättas upp under namnet Flygeskadern, vilken kom att organiseras i slutet av 1938. Eskadern kom till en början att lyda under chefen för Försvarsstaben och från 1939 blev den direkt underställd ÖB. År 1940 kom eskadern att bli upplöst, dock kvarstod staben med lokalisering till Karlsborg.
År 1942 omorganiserades eskadern och fick det nya namnet Första flygeskadern och kom att omlokaliseras till Stockholm samma år. År 1957 kom den att omlokaliseras till Göteborg tillsammans med stridsledningscentralen Björn vilken var lokaliserad i Västergötland. Första flygeskadern blev från 1966 ensam eskader inom flygvapnet, då de tre andra avvecklades. Första flygeskadern kom då att byta namn till Attackeskadern och leddes av en gemensam stab baserad i Göteborg fram till att den avvecklades 1995. Beslutet om avveckling kom i samband med försvarsbeslutet 1992, vari beslutades att tre geografiska flygkommandon skulle inrättas den 1 juli 1993 och efterhand överta uppgifter från Första flygeskadern.

## Ingående enheter
Första flygeskadern var den samlade benämningen på de attackflottiljer som gemensamt skulle genomföra tyngre attackföretag i händelse av krig. Den kallades populärt ÖB:s klubba.

### 1938–1940
| Flottiljer                      | Flygslag              | Huvudtyper            | Kommentar |
| ------------------------------- | --------------------- | --------------------- | --------- |
| Västmanlands flygflottilj (F 1) | Medeltung bomb        | B 3 Junkers           |           |
| Östgöta flygflottilj (F 3)      | Spaning               | S 6 Fokker            |           |
| Jämtlands flygflottilj (F 4)    | Lätt bomb / störtbomb | B 4 Hawker Hart       |           |
| Svea flygflottilj (F 8)         | Jakt                  | J 8 Gloster Gladiator |           |

### 1942–1948
| Flottiljer                      | Flygslag  | Huvudtyper | Kommentar |
| ------------------------------- | --------- | ---------- | --------- |
| Västmanlands flygflottilj (F 1) | Bomb      | B 18       |           |
| Jämtlands flygflottilj (F 4)    | Lätt bomb | B 17       |           |
| Kalmar flygflottilj (F 12)      | Lätt bomb | B 17       |           |
| Hälsinge flygflottilj (F 15)    | Dagjakt   | J 21       |           |

### 1948–1957
| Flottiljer                    | Flygslag | Huvudtyper            | Kommentar |
| ----------------------------- | -------- | --------------------- | --------- |
| Västgöta flygflottilj (F 6)   | Attack   | A 21A-3 / A 29B       |           |
| Skaraborgs flygflottilj (F 7) | Attack   | B 18B / A 21R / A 29B |           |
| Hallands flygflottilj (F 14)  | Attack   | B 18B                 |           |
| Blekinge flygflottilj (F 17)  | Attack   | T 18B                 |           |

### 1957–1966
| Flottiljer                    | Flygslag | Huvudtyper   | Kommentar                         |
| ----------------------------- | -------- | ------------ | --------------------------------- |
| Västgöta flygflottilj (F 6)   | Attack   | A 32A Lansen |                                   |
| Skaraborgs flygflottilj (F 7) | Attack   | A 32A Lansen |                                   |
| Hallands flygflottilj (F 14)  | Attack   | A 32A Lansen | Utgick 1961, och ersattes av F 15 |
| Hälsinge flygflottilj (F 15)  | Attack   | A 32A Lansen | Tillkom 1961, och ersatte F 14    |
| Blekinge flygflottilj (F 17)  | Attack   | A 32A Lansen |                                   |

### 1966–1975
| Flottiljer                    | Flygslag | Huvudtyper                           | Kommentar                                             |
| ----------------------------- | -------- | ------------------------------------ | ----------------------------------------------------- |
| Västgöta flygflottilj (F 6)   | Attack   | A 32A Lansen                         |                                                       |
| Skaraborgs flygflottilj (F 7) | Attack   | A 32A Lansen, från 1973 AJ 37 Viggen |                                                       |
| Hälsinge flygflottilj (F 15)  | Attack   | A 32A Lansen, från 1974 AJ 37 Viggen |                                                       |
| Blekinge flygflottilj (F 17)  | Attack   | A 32A Lansen                         | Utgick 1975 ur E 1 efter omskolning till jaktflottilj |

### 1975–1995
| Flottiljer                    | Flygslag | Huvudtyper                           | Kommentar |
| ----------------------------- | -------- | ------------------------------------ | --------- |
| Västgöta flygflottilj (F 6)   | Attack   | A 32A Lansen, från 1977 AJ 37 Viggen |           |
| Skaraborgs flygflottilj (F 7) | Attack   | AJ 37 Viggen                         |           |
| Hälsinge flygflottilj (F 15)  | Attack   | AJ 37 Viggen                         |           |

## Heraldik och traditioner
Vid avvecklingen Attackeskadern överfördes traditioner och historia till Chefen för Flygvapnet, som den 30 juni 1998 lämnade dem vidare till Flygvapencentrum. Sedan början av 2010-talet för Skaraborgs flygflottilj i andra hand traditionerna vidare för Attackeskadern.

## Förbandschefer

### Eskaderchefer
Åren 1938–1941 hade befattningen eskaderchef tjänstegraden överste, åren 1941–1994 tjänstegraden generalmajor, åren 1994–1995 tjänstegraden överste.
Lista över chefer:

- 1938-01-07 – 1942-06-30: Bengt Nordenskiöld
- 1942-07-01 – 1952-03-31: Paulus af Uhr
- 1952-04-01 – 1964-03-31: Björn Bjuggren
- 1964-04-01 – 1966-09-30: Stig Norén
- 1966-10-01 – 1973-03-31: Gösta Odqvist
- 1973-04-04 – 1977-06-30: Bengt Rosenius
- 1977-07-01 – 1980-09-30: Sven-Olof Olson
- 1980-10-01 – 1983-09-30: Erik Nygren
- 1983-10-01 – 1990-09-30: Bertil Nordström
- 1990-10-01 – 1994-10-01: Bert Stenfeldt
- 1994-10-01 – 1995-06-30: Christer Salsing [c]

### Ställföreträdande eskaderchefer
Efter att flygbasområdena avvecklas den 30 september 1957 tillfördes en ställföreträdande eskaderchef. Den ställföreträdande eskaderchefen hade graden överste. När sedan alla eskadrarna (utom Första flygeskadern) avvecklades 1966, försvann befattningen ställföreträdande eskaderchef.
- 1957–1964: Gösta Sandberg (Tf.)
- 1964–1966: Karl-Erik Karlsson

## Namn, beteckning och förläggningsort
| Flygeskadern        | 1938-??-?? | – | 1942-??-?? |
| Första flygeskadern | 1942-??-?? | – | 1966-09-30 |
| Attackeskadern      | 1966-10-01 | – | 1995-06-30 |

| E 1 | 1938-??-?? | – | 1995-06-30 |

| Karlsborg (F) | 1938-??-?? | – | 1942-??-?? |
| Stockholm (F) | 1942-??-?? | – | 1957-??-?? |
| Göteborg (F)  | 1957-??-?? | – | 1995-06-30 |